# Cnemaspis timoriensis
Cnemaspis timoriensis là một loài thằn lằn trong họ Gekkonidae. Loài này được Duméril & Bibron mô tả khoa học đầu tiên năm 1836.